# Okan Derici
Okan Derici (sinh 16 tháng 4 năm 1993) là một cầu thủ bóng đá Thổ Nhĩ Kỳ thi đấu cho Altınordu mượn từ Gaziantep B.B..

## Sự nghiệp quốc tế
Derici đại diện Thổ Nhĩ Kỳ tham gia Giải vô địch bóng đá U-17 châu Âu 2010.